# Río Black (río Duwamish)
El río Black es un afluente del río Duwamish en el condado de King en el estado de Washington. El río drenó hasta 1916 el lago Washington, hasta que la apertura del canal de navegación del lago Washington redujo el nivel del agua del lago. Esto causó a que el río Black se secara parcialmente. Hoy en día el río todavía existe como un río estancado de 1,2 km de longitud.

## Historia

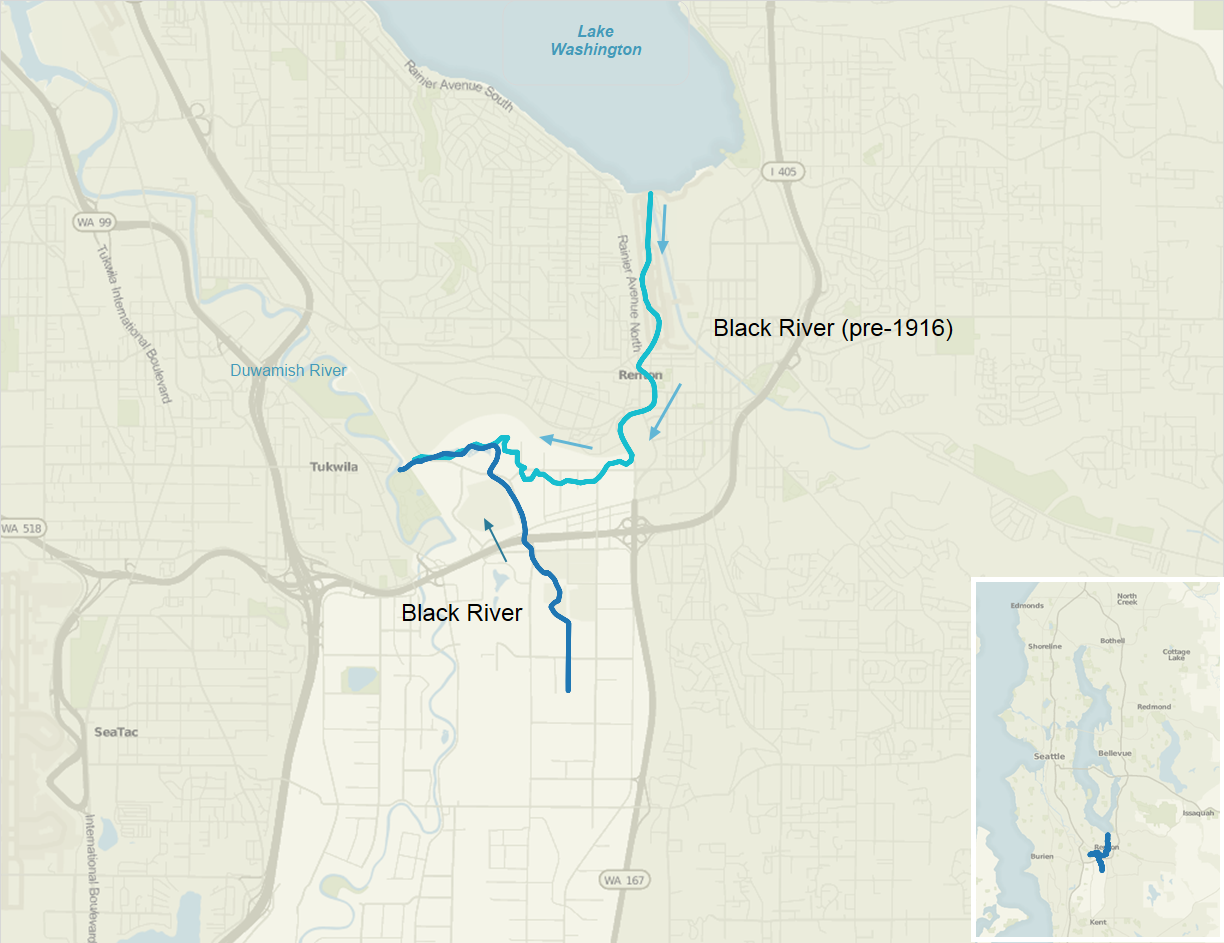
El curso del río Black antes de 1916 y del presente

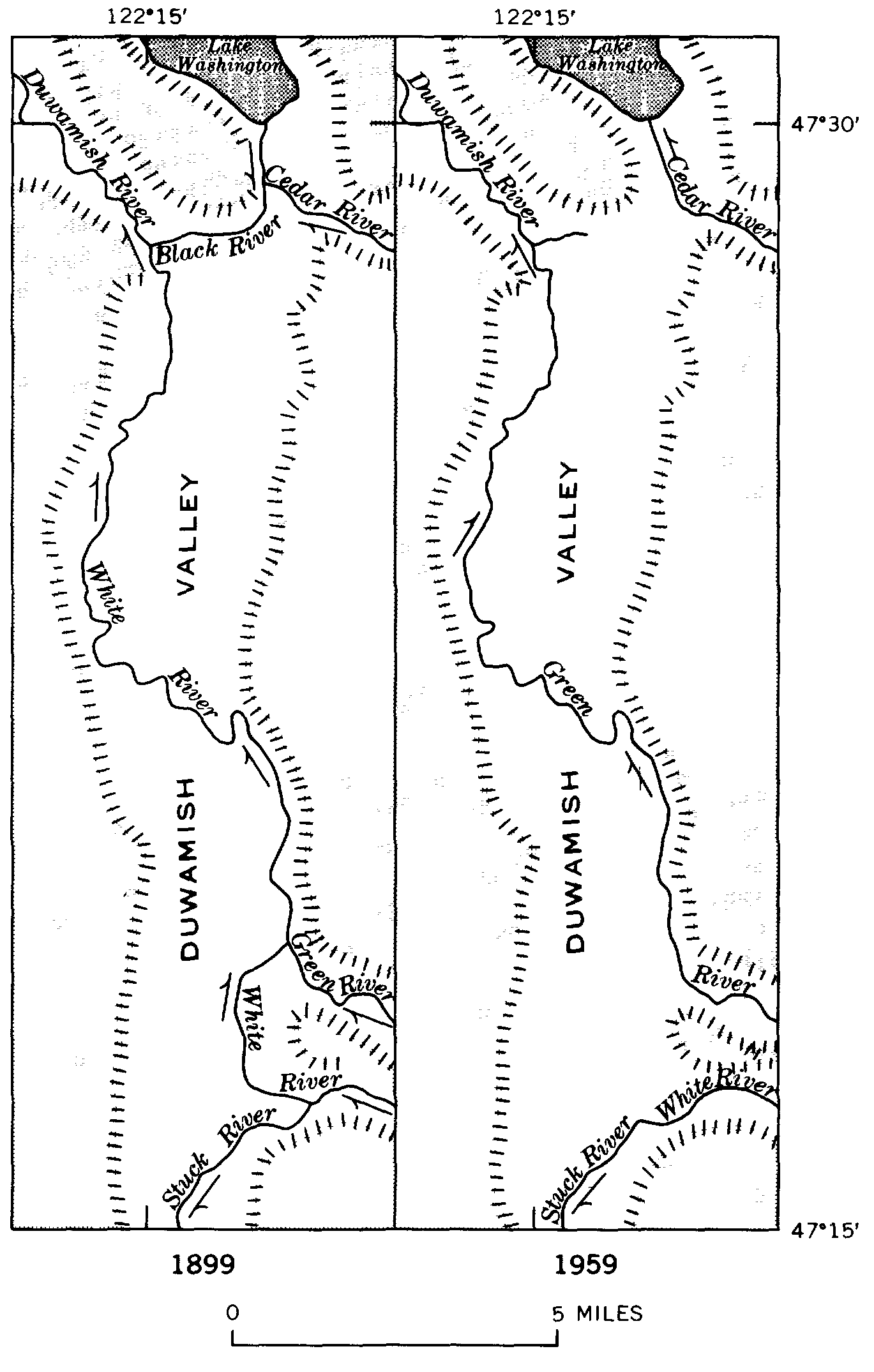
Los mapas muestran el cambio en el curso y la nomenclatura en el valle Duwamish, 1899-1959.

Antes del siglo XX, el lago Washington tenía un desagüe en el sur a través del río Black, el cual fue fortalecido por el río Cedar antes de que se desembocase en el río White (en el presente la parte baja del río Green; el río White ha cambiado su curso hacia el sur). La confluencia de los ríos Black y White formó el río Duwamish, que desemboca en la bahía de Elliott en el estrecho de Puget. Por lo tanto, las aguas que desembocaban en el lago Washington, como el río Sammamish, alguna vez drenaron a través de los ríos Black y Duwamish. Hoy en día, las aguas del lago Washington desembocan en el estrecho de Puget a través del canal de navegación del lago Washington.
En noviembre de 1911, el río Cedar inundó Renton. En 1912, el río Cedar fue desviado del río Black al lago Washington para evitar de esa manera futuras inundaciones. Aun así el agua continuó drenándose a través del río Black después de pasar el lago Washington. Con la apertura del Canal de Navegación del Lago Washington en Seattle en 1916, el nivel del agua del lago bajó casi nueve pies (2,7 m) y el río Black se secó. Hoy en día parte del lecho forma el bosque ribereño y el humedal del Bosque Ribereño y Humedal del Río Black.
Los Duwamish vivieron durante varios siglos a lo largo del río Black. Los asentamientos de los Duwamish permanecieron a lo largo del río hasta el moento en que se secó en 1916. Varios pueblos de los indígenas estaban ubicados en la confluencia de los ríos Black y Duwamish. El área se denominó "Lugar interior" (Lushootseed : Dx w dəw, de donde se deriva la palabra "Duwamish"), en referencia a su ubicación en el interior del estrecho de Puget. Utilizada durante mucho tiempo como lugar de retiro, el área se convirtió en el hogar de muchos nativos americanos desplazados por la expansión de la ciudad de Seattle hasta que el río Black se secó.